# 壁の穴ギャングの隠れ家
壁の穴ギャングの隠れ家（かべのあなギャングのかくれが、英語: Hole in the Wall Gang Camp）は、アメリカ合衆国コネチカット州アシュフォードに拠点を置く、非営利の組織で、がんや重篤な疾患を抱えた子どもたちとその家族に宿泊を伴ったサマーキャンプを提供するなど、一年を通して活動している施設である。

## 歴史
壁の穴ギャングの隠れ家は、1988年に俳優ポール・ニューマンによって設立された。キャンプはニューマンの映画「明日に向かって撃て」に登場するブッチ・キャシディとサンダンス・キッドにちなんで名付けられた。キャンプは、44エーカー（180,000 m 2）の湖を含む300エーカー（1.2 km 2）の西部劇のセットのような土地である。

## サービス
キャンプのプログラムには、病院や診療所への通年のアウトリーチ、および子供、家族、介護者のための継続的なサービスが含まれている。これらのプログラムは、年間20,000人の子供と家族にサービスを提供している。すべてのサービスは無料で提供される。
キャンプでは毎年夏に、がん、鎌状赤血球貧血、血友病、代謝異常症、ミトコンドリア病、その他の重篤な病気や症状と診断された7〜15歳の子供を対象に1週間のセッションを7回、健康な兄弟を対象に1回のセッションを提供している。秋と春に実行される週末のプログラムは、家族単位でキャンプ体験を提供する。キャンプでのアクティビティには、乗馬、ボート、水泳、釣り、工芸品、アーチェリー、スポーツ、レクリエーションなどがある。

病院アウトリーチプログラムは、米国北東部の病院の子供たちにサービスを提供している。キャンプのスタッフはこれらの子供たちを定期的に訪問し、キャンプのアシュフォード施設で提供される精神とプログラムに一致するサービスを紹介している。
この組織はまた、こうした子どもたちを抱えている家族のために北東部全体で地域の家族支援プログラムを提供している。

## チーム壁の穴
チーム壁の穴は、壁の穴ギャングの隠れ家によって運営されている活動資金調達のためのイニシアチブである
。
アマチュア・アスリートたちも、活動資金の総額を上積みするのに協力して、マラソン、自転車競技、その他のスポーツイベントへ参加することで、壁の穴ギャングの隠れ家や世界中の同様の重篤な疾患を抱えた子どもたちのキャンプを支援している。チーム壁の穴は、2005年に設立され、ニューヨークシティマラソン、ボストンマラソン、コネチカット州のエンジェル・ライディングを含めて、24回以上のマラソンや自転車イベントへの参加を提供してきた 。
コネチカット州ニューケイナン在住で、ニューマンズ・オウンのマーケティング担当副社長であるマイケル・"マイク""・ハーヴァードは、2004年以前にニューヨークシティマラソンに出場していたが、その年、壁の穴の資金集めのためマラソンに参加し、4万ドルの寄付を集めた。翌年は、40名の壁の穴チームのリーダーとして参加し、15万ドルの資金を集めた。
それ以来、チーム壁の穴のメンバーと参加イベントの数は毎年増加している。2010年には、1,800人を超えるチーム壁の穴のメンバーが20の運動イベントに参加する予定である。
.

## 資金
キャンプは、個人、企業、財団、組織からの寄付に依存しており、ニューマンズ・オウン、エンジェルライド慈善信託、トラベラーズ・チャンピオンシップ、国際ロングショアマン協会子ども基金、ニューマン大学フラタニティ(友愛会)、ファイカッパタウなど、25,000を超える年間寄付者や多くの組織からの支援を受けている。
キャンプはまた、深刻な病気の子供たちのためのキャンプの世界的な協会である重篤な疾患を抱える子どもたちのネットワーク(SeriousFun Children's Network)の一部として、同様の使命を持つ他のキャンプにアドバイスと経済的支援を提供している。